# Dannhauser
Dannhauser - miasto w Republice Południowej Afryki, położone w prowincji KwaZulu-Natal, w dystrykcie Amajuba, w gminie Dannhauser której jest siedzibą administracyjną.
Miasto położone jest pomiędzy Newcastle a Dundee, nieopodal drogi krajowej nr 10.